# 平地神社古墳
平地神社古墳（へいちじんじゃこふん）は、群馬県藤岡市中大塚にある古墳。形状は円墳。中大塚古墳群を構成する古墳の1つ。藤岡市指定史跡に指定されている。

## 概要
群馬県南部、鮎川東岸の平坦地に築造された古墳である。一帯では本古墳のほかにも古墳4基（現存2基）や西500メートルの滝下遺跡の古墳跡2基が知られ、中大塚古墳群を形成する。現在は墳丘上に稲荷祠が所在する。これまでに盗掘に遭っているほか、1960年（昭和35年）に発掘調査が実施されている。
墳形は円形で、直径33メートル・高さ3.5メートルを測る。墳丘は2段築成。墳丘表面では斜面で葺石が、テラス面で円筒埴輪列が認められる。また墳丘周囲には周溝と見られる幅5-8メートルの浅い窪みが認められる。埋葬施設は両袖式の横穴式石室で、南方向に開口する。「模様積み」と称される石積みを特徴とした石室になる。石室内の調査では、人骨・歯のほか直刀・刀子・鉄鏃・耳環・馬具が検出されている。築造時期は古墳時代後期の6世紀後半頃と推定される。
古墳域は1970年（昭和45年）に藤岡市指定史跡に指定された。現在では石室内への立ち入りは制限されている。

## 遺跡歴
- 1938年（昭和13年）の『上毛古墳綜覧』に「美土里村第81号墳」として登載。
- 1960年（昭和35年）、発掘調査（塚越甲子郎）[2]。
- 1970年（昭和45年）4月15日、藤岡市指定史跡に指定[3]。

## 埋葬施設

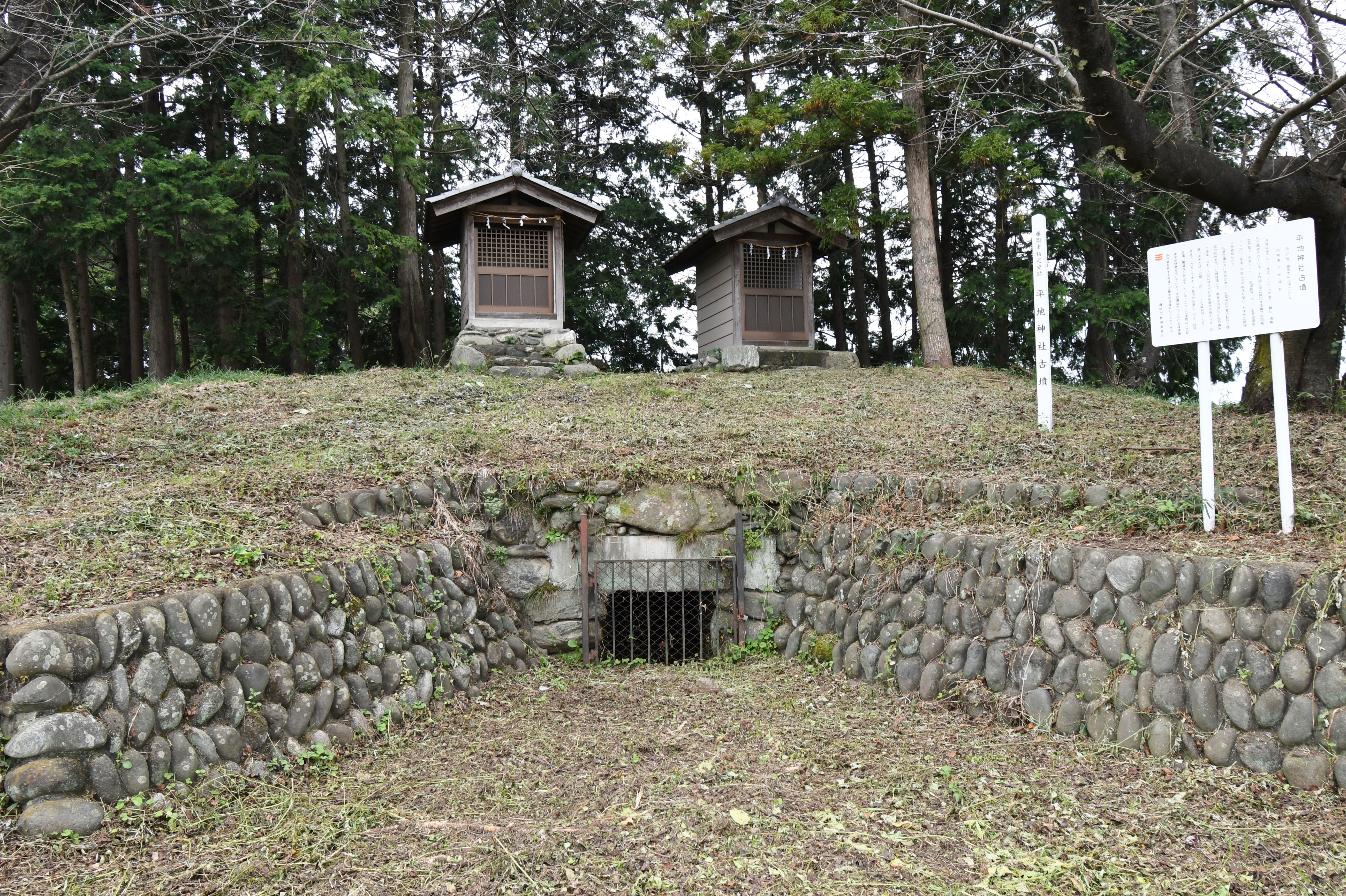
石室開口部

埋葬施設としては両袖式横穴式石室が構築されており、南方向に開口する。石室の規模は次の通り。
- 石室全長：現存8.7メートル
- 玄室：長さ5.3メートル、幅2.08メートル（最大）、高さ1.9メートル（奥壁）

石室は「模様積み」と称される独特の石積み技法により、比較的大きい珪岩質の転石と棒状の片岩を積み上げて構築される。奥壁はほぼ垂直に立ち上がるが、側壁は内傾する。玄室の平面形は羽子板状で、やや胴張りである。羨道は大ぶりな川原石の乱石積みによって構築される。天井石は、玄室奥の1石のみが残存した。また石室前には台形状の前庭部が認められる。
石室内は盗掘に遭っているが、調査では人骨・歯のほか、直刀3・刀子2・鉄鏃多数・耳環8・馬具が検出されている。

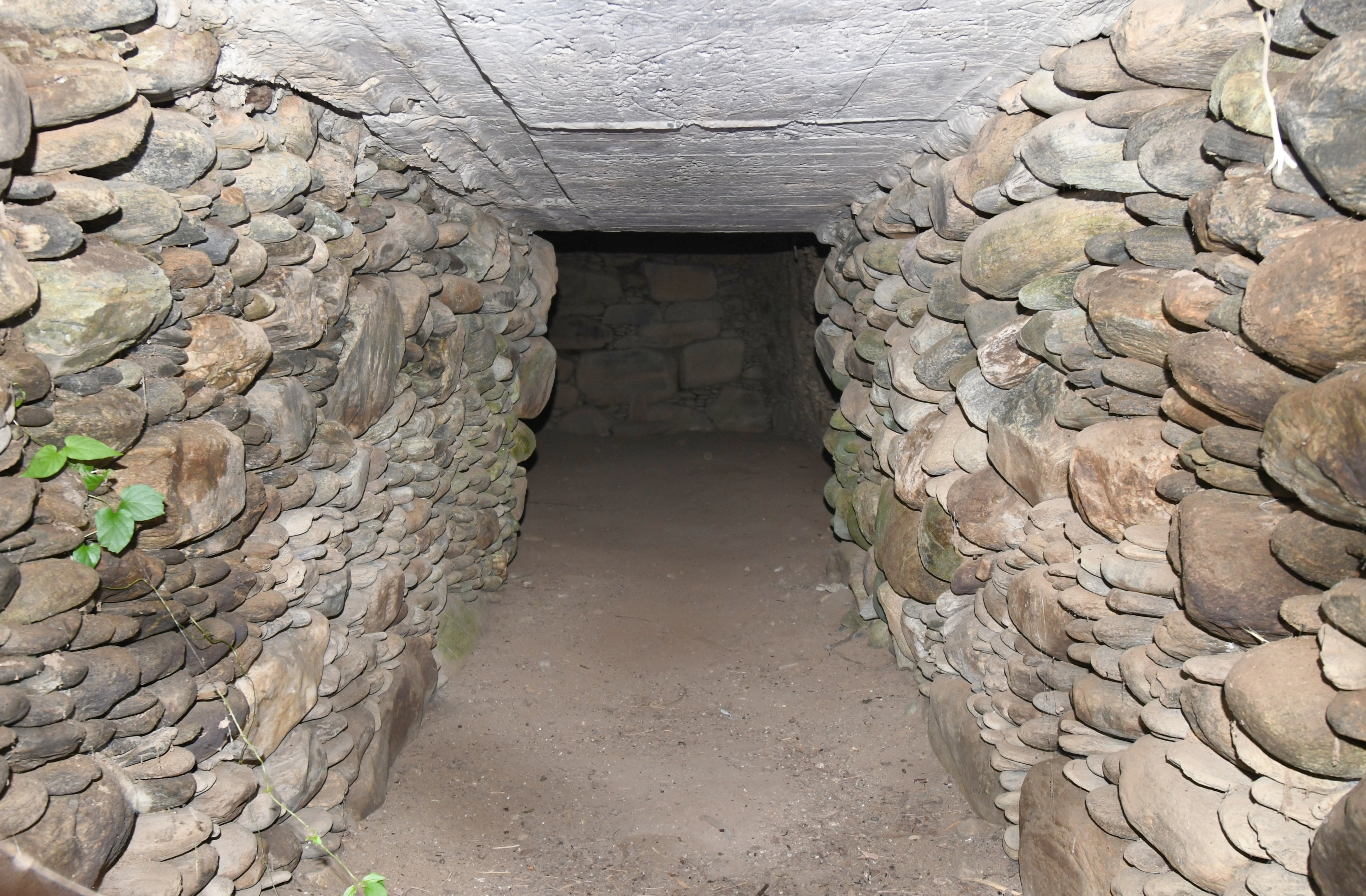
石室内部
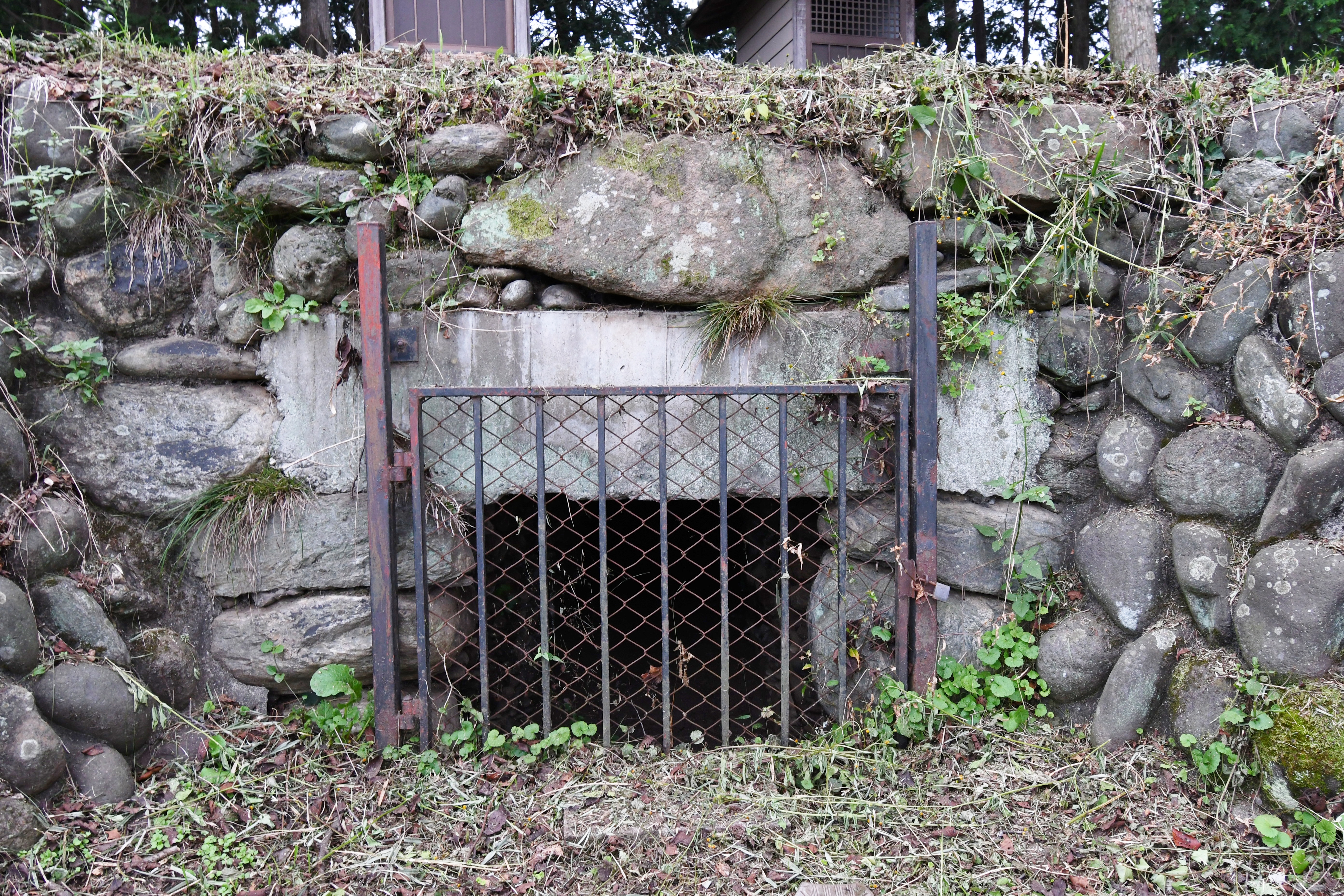
石室開口部

## 文化財

### 藤岡市指定文化財
- 史跡
  - 平地神社古墳 - 1970年（昭和45年）4月15日指定[3][4]。